# 暁新世
| 累代        | 代     | 紀       | 世     | 期                   | 基底年代 Mya |
| ----------- | ------ | -------- | ------ | -------------------- | ------------ |
| 顕生代      | 新生代 | 第四紀   | 完新世 | メガラヤン           | 0.0042       |
| 顕生代      | 新生代 | 第四紀   | 完新世 | ノースグリッピアン   | 0.0082       |
| 顕生代      | 新生代 | 第四紀   | 完新世 | グリーンランディアン | 0.0117       |
| 顕生代      | 新生代 | 第四紀   | 更新世 | 後期更新世           | 0.129        |
| 顕生代      | 新生代 | 第四紀   | 更新世 | チバニアン           | 0.774        |
| 顕生代      | 新生代 | 第四紀   | 更新世 | カラブリアン         | 1.8          |
| 顕生代      | 新生代 | 第四紀   | 更新世 | ジェラシアン         | 2.58         |
| 顕生代      | 新生代 | 新第三紀 | 鮮新世 | ピアセンジアン       | 3.6          |
| 顕生代      | 新生代 | 新第三紀 | 鮮新世 | ザンクリアン         | 5.333        |
| 顕生代      | 新生代 | 新第三紀 | 中新世 | メッシニアン         | 7.246        |
| 顕生代      | 新生代 | 新第三紀 | 中新世 | トートニアン         | 11.63        |
| 顕生代      | 新生代 | 新第三紀 | 中新世 | サーラバリアン       | 13.82        |
| 顕生代      | 新生代 | 新第三紀 | 中新世 | ランギアン           | 15.97        |
| 顕生代      | 新生代 | 新第三紀 | 中新世 | バーディガリアン     | 20.44        |
| 顕生代      | 新生代 | 新第三紀 | 中新世 | アキタニアン         | 23.03        |
| 顕生代      | 新生代 | 古第三紀 | 漸新世 | チャッティアン       | 27.82        |
| 顕生代      | 新生代 | 古第三紀 | 漸新世 | ルペリアン           | 33.9         |
| 顕生代      | 新生代 | 古第三紀 | 始新世 | プリアボニアン       | 37.8         |
| 顕生代      | 新生代 | 古第三紀 | 始新世 | バートニアン         | 41.2         |
| 顕生代      | 新生代 | 古第三紀 | 始新世 | ルテシアン           | 47.8         |
| 顕生代      | 新生代 | 古第三紀 | 始新世 | ヤプレシアン         | 56           |
| 顕生代      | 新生代 | 古第三紀 | 暁新世 | サネティアン         | 59.2         |
| 顕生代      | 新生代 | 古第三紀 | 暁新世 | セランディアン       | 61.6         |
| 顕生代      | 新生代 | 古第三紀 | 暁新世 | ダニアン             | 66           |
| 顕生代      | 中生代 | 中生代   | 中生代 |                      | 251.902      |
| 顕生代      | 古生代 | 古生代   | 古生代 |                      | 541          |
| 原生代      | 原生代 | 原生代   | 原生代 |                      | 2500         |
| 太古代      | 太古代 | 太古代   | 太古代 |                      | 4000         |
| 冥王代      | 冥王代 | 冥王代   | 冥王代 |                      | 4600         |
| 1. 2. 3. 4. |        |          |        |                      |              |

暁新世（ぎょうしんせい、英：Paleocene）は、約6,600万年前から約5,600万年前までにあたる新生代最古の世であり古第三紀の第一世である地質時代の一つ。サネティアン、セランディアン、ダニアンの3つの期に区分される。
前時代である中生代白亜紀には主役であった恐竜のグループは、鳥類を唯一の例外として、そのほかはK-Pg境界においてことごとく絶滅している。（ただし、アラモサウルスなどのごく一部の属は境界における絶滅を免れ、この時代のダニアン期まで生き延びていた可能性が化石から示唆されている）。海中におけるアンモナイトや首長竜類、モササウルス類も全て滅びた。
暁新世に、恐竜が生き延びていたとする仮説も存在するが、異論も多く、科学的には認められていない。「暁新世の恐竜」を参照

## 気候
白亜紀末に引き続き、やや不安定であったが地球全体で気温は高めで湿度も高かった。北極・南極とも温暖で氷河の形跡は無い。

## 海陸の分布
白亜紀には既に超大陸・パンゲア大陸の分裂が始まっており、暁新世ではアフリカと南アメリカは完全に離れ、アフリカと南極大陸も大きく離れていた。ヨーロッパと北アメリカはまだ陸続き状態であった。インドは巨大な島となってインド洋上を北に向かって移動しており、全ての大陸から孤立していたので、次の時代である始新世にアジアに接近するまでは哺乳類（有胎盤類）は生息していなかった。南極とオーストラリアは一つにまとまっていたが、これらの大陸塊が南アメリカと切り離された時期は、白亜紀末とも、暁新世に入ってからとも言われ、はっきりしない。南北アメリカが分離した時期も白亜紀末頃と考えられるが、狭い海峡で隔てられていただけであれば、動物の交流はそれ以降も継続した可能性がある。

## 生物
絶滅した恐竜のニッチ（生態的地位）を埋めるように、陸上では哺乳類が、海洋では魚類が放散（radiation）進化を行なったが、哺乳類はまだ原始的で小型のものが多い。北アメリカとヨーロッパは北部でつながっていたので、動物相には共通するものが多く、発掘や研究も進んでいる。繁栄した主な目（もく）は原真獣目（げんしんじゅうもく）・髁節目（かせつもく）・多丘歯目（たきゅうしもく）・霊長目などである。原真獣目は食虫類の仲間で、暁新世から次の始新世にかけて多くの目に分化し、発展した。髁節目は有蹄類（奇蹄目･偶蹄目）の祖先となった。（ただし現在では食虫類や有蹄類が実は多系統であることが様々な研究から明らかになっている。ここから、彼等の祖先とみられた原真獣目・髁節目も実は多系統のグループであり、これらから分岐したと思われていた多くの哺乳類の系統は、既にこの時代に分化・成立していたという見方も有力である。）多丘歯目は白亜紀から続いた小型哺乳類の系統で、始新世に齧歯目（げっしもく）の発展により衰退し、後に絶滅した。北アメリカ大陸に発した霊長目はこの時代にユーラシア大陸に分布を広げ、更に次の始新世にかけてはテチス海伝いにアフリカ大陸にも渡っていった。その多くは極めて原始的な種類ばかりで、ほとんどは現生のものにはつながらず絶滅している。現生のサルの二大グループである曲鼻猿類と直鼻猿類の祖先はこの時代に分岐したとされる。
哺乳類より先に種の分化をほぼ完成していた鳥類の一部は地上性となり、ガストルニス(ディアトリマ)のような大型鳥類（恐鳥類）が出現した。恐鳥類は同じく絶滅期を生き延びた陸生ワニ類(セベクス)や哺乳類と共に、この後も長らく生態系の主役としてその一角を占めていた。
植物は、白亜紀に引き続き被子植物が北半球で栄え、この時代にほぼ現代的な様相を示すようになった。